# Baumpflege
Baumpflege beinhaltet alle Maßnahmen am Baum, in seinem direkten Umfeld, dient der Vermeidung von Fehlentwicklungen sowie der Wiederherstellung der Verkehrssicherheit und der Erhaltung der Vitalität eines Baumes. Das Ziel der Baumpflege ist es, den Baum in seiner ökologischen, funktionalen und ästhetischen Rolle zu erhalten, unter Berücksichtigung der Verkehrssicherungspflicht im urbanen Umfeld.

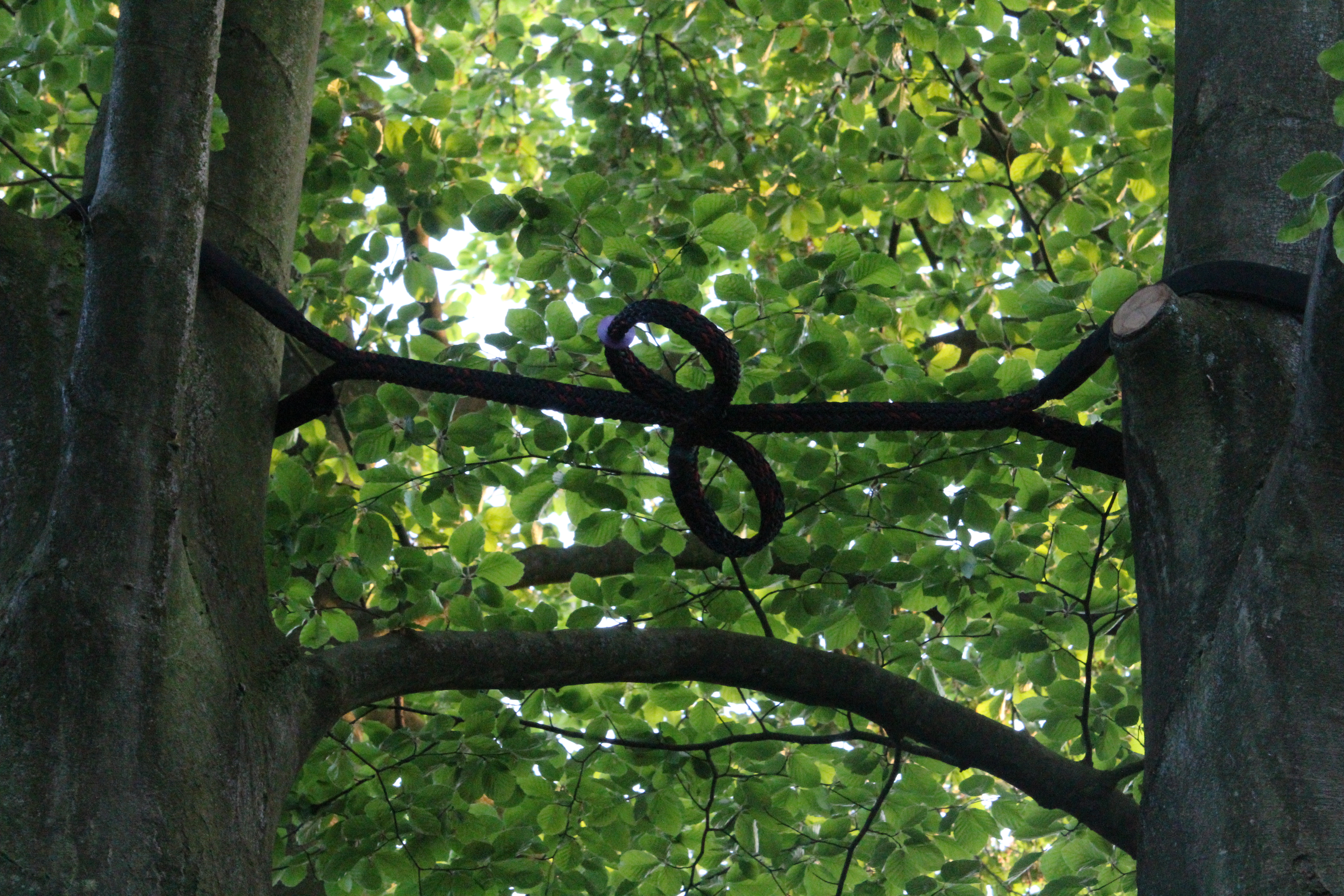
Zur Erhaltung der Baumkrone wurde eine Kronensicherung angebracht

## Grundlagen der Baumpflege
Bisher wurde hauptsächlich zwischen drei Arten von Baumpflegemaßnahmen unterschieden:
- Baumpflege: Schonende Form- und Pflegeschnitte, z. B. Kronenpflege, sowie standortverbessernde Maßnahmen durch Düngung oder Entsiegelung.
- Baumsanierung: Häufig stärker eingreifende Maßnahmen am Baum, um ihn für den Menschen und die Umwelt zu erhalten (Baumerhaltung). z. B. durch [Bodenbelüftung]smaßnahmen oder Kronensicherung
- Baumchirurgie: Bis in die späten 1980er Jahre angewendete spezielle Maßnahmen an kranken oder beschädigten Bäumen (Wund-, Faulstellen-, Wurzelbehandlung), die jedoch mehr baumschädigend als hilfreich waren.

Heute wird mehr Wert auf eine fachgerechte, nachhaltige, ökologische und wissenschaftlich fundierte Baumpflege wie z. B. das CODIT Prinzip, gelegt. Zentral in der modernen Baumpflege steht die Standardisierung durch die Einführung von Regelwerken wie der ZTV-Baumpflege, die Wiederherstellung der Verkehrssicherheit und der Baumschutz auf Baustellen gemäß DIN 18920. Veraltete Konzepte wie die Baumchirurgie sollten als historische Hintergründe benannt, aber klar von den aktuellen Methoden abgegrenzt werden.
Baumpfleger kann man durch eine berufliche Weiterbildung, wie z. B. Seilklettertechnik-Kurse (SKT-A, SKT-B) oder einen Hubarbeitsbühne Sägekurs (AS-Baum II), werden. Zurecht, erwarten mittlerweile viele Ausbildungszentren, dass man vorher Grundkurse in fachgerechter Baumpflege absolviert hat oder Geselle aus den Berufsfeldern Gartenbau, Forstwirtschaft oder Landwirtschaft ist. In Europa werden die Ausbildungsstandards durch den European Arborist Council (EAC) festgelegt, wie z. B. die Qualifikationen European Treeworker und European Tree Technician. In Deutschland kann man durch ein Studium einen Bachelor Professional Baumpflege oder einen Bachelor of Science in Arboristik erlangen.

## Maßnahmen der Baumpflege

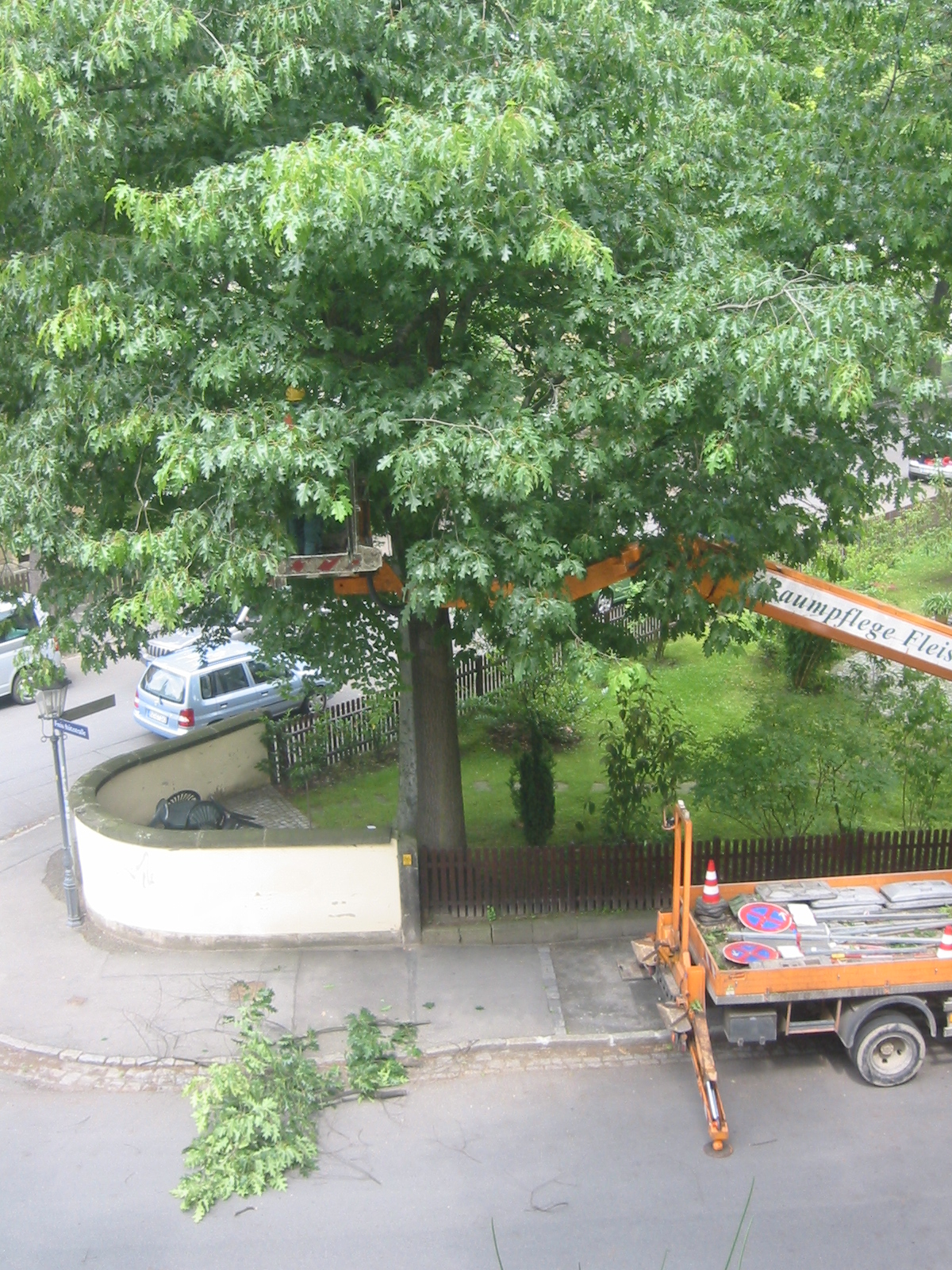
Baumpflege von einer Hubarbeitsbühne aus

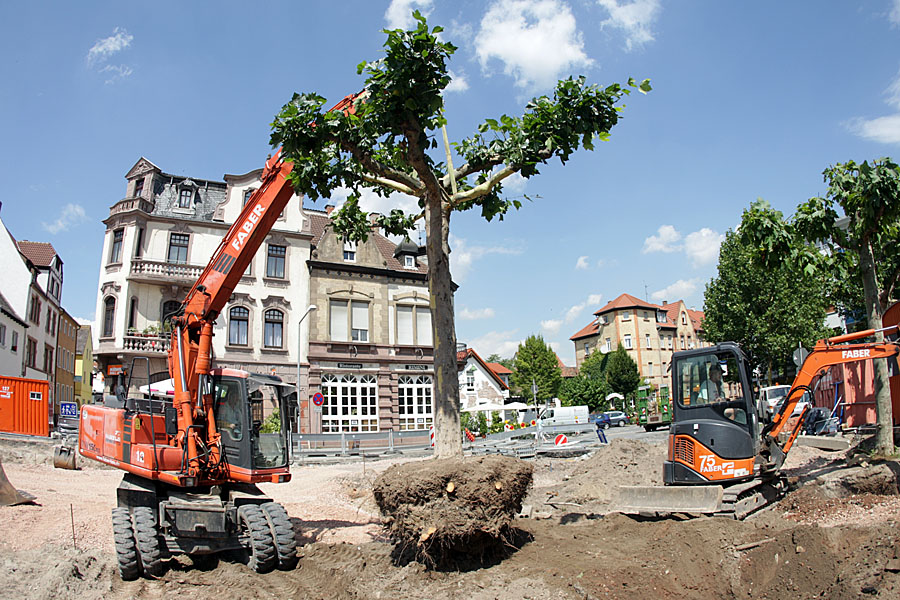
Verpflanzung einer Platane

Baumpflege wird vorwiegend an Bäumen an Verkehrswegen bzw. im Siedlungsraum (zur Erhöhung der Verkehrssicherheit, Verminderung der Beschattung), sowie an Naturdenkmalen durchgeführt. Wesentliche Gründe für die Notwendigkeit von Baumpflegemaßnahmen sind unnatürliche oder räumlich begrenzte Standorte und die Ansprüche des Menschen bezüglich Gesundheit, Erscheinungsbild und Sicherheit von Bäumen. Häufige Arbeiten im Arbeitsfeld Baumpflege sind:
- Pflanzung von Jungbäumen,
- Baumverpflanzung größerer Exemplare, ein zunehmend wichtiger werdendes Feld der Gartengestaltung,
- Kronenschnittmaßnahmen,
- Arbeiten im Wurzelbereich mit dem Ziel der Baumumfeldverbesserung,
- Baumkontrolle und Baumuntersuchung, auch eingehende Baumuntersuchung genannt.

Entsprechend der Definition kann nur von Baumpflege gesprochen werden, wenn es sich um fachgerechte Maßnahmen handelt, die den Baum in seiner Vitalität, Verkehrssicherheit und in seiner Entwicklung stärker fördern als schädigen.
Fachgerechte Baumpflege:

Baumpflegemaßnahmen sollen
- die weitere Entwicklung des Baumes fördern
- Erkrankungen des Baumes therapieren
- negative, nicht verhinderbare Einflüsse (z. B. bei Baumaßnahmen) minimieren
- die Folgen eingetretener Schäden oder Schwächen minimieren
- entsprechend der Entwicklungsphase des Baumes ausgeführt werden
- entsprechend den anerkannten Methoden und unter Berücksichtigung von Fortschritten und neuer Erkenntnisse auf diesem Gebiet erfolgen

Nicht fachgerechte Baumpflege:

Als nicht fachgerechte Baumpflege gelten Maßnahmen am Baum, die dem Baum mehr schaden als nützen und Wachstum oder Lebenserwartung beeinträchtigen. Hierzu gehören:
- starker Rückschnitt an einem erwachsenen Baum, die Kappung
- falsche Schnittführung

### Kronenschnittmaßnahmen
An Bäumen die nicht des Holzertrags wegen gepflanzt wurden, also Stadtbäumen, Garten- und Parkbäumen sowie Obstbäumen, machen Kronenschnittmaßnahmen den überwiegenden Teil der Pflegemaßnahmen aus.
Schnittmaßnahmen sind entweder aufbauend (Erziehungsschnitt, Kronenpflege), indem sie den Baum darin unterstützen, eine stabile und gesunde Krone aufzubauen, oder sie werden vorsorglich oder aus Gründen der Verkehrssicherheit als Sicherungsmaßnahme durchgeführt (Totholzentfernung, Lichtraumprofilschnitt, Kronenpflege, Kroneneinkürzung, Einkürzung von Kronenteilen, wie die Entfernung von Unglücksbalken, sowie die Kronensicherung). Der Kronensicherungsschnitt, als sehr intensiver Eingriff, dient der Wiederherstellung der Verkehrssicherheit, wenn der Baum (z. B. aus Gründen des Denkmalschutzes) nicht vollständig gefällt werden kann oder soll. Diese Schnittmaßnahmen sind in Regelwerken beschrieben. Darin wird u. a. auch beschrieben, was als fachgerechte Maßnahme zu bezeichnen ist.
Der Obstbaumschnitt befasst sich nur mit der Krone der Obstbäume und gehört als Teil des Berufsbildes des Obstgärtners/-bauers, aufgrund deutlich anderer Anforderungen an die zu erzielenden Effekte, nicht zur Baumpflege im engeren Sinne.

## Methoden der Baumpflege
Baumpflege wird, je nach Aufgabe, Umfeld und Zugänglichkeit, maschinell, mit Hubarbeitsbühnen, handgeführten Maschinen oder händisch mit Seilklettertechnik durchgeführt.

### Methoden beim Schnitt
Bei Schnittmaßnahmen wird das Kambium mehr oder minder verletzt. Vorrangig ist ein gutes Überwallen der Schnittwunde, um die sogenannte „Abschottung“, eine Reaktion im lebenden Teil des Holzes um Schadensbereiche von gesundem Holz abzugrenzen, gegen Schädlinge nicht zu erschweren. Zum Schutz vor mechanischen Wunden ist umsichtige und vorausgeplante Arbeitsabfolge notwendig, wobei die Vermeidung der Verletzung vor der Wundversorgung im Vordergrund steht. Zur fachgerechten Ausführung von Baumpflegemaßnahmen gehört auch der korrekte Umgang mit den Werkzeugen.
- Schneiden: Haltung beim Schnitt, Schärfe und die Art der verwendeten Schere sind für eine saubere Schnittführung ausschlaggebend. Bei Ambossscheren trifft eine Schneide auf eine ebene Fläche, quetscht den Ast auf beiden Seiten und erzeugt daher eine unnötige Vergrößerung der Schnittwunde am verbleibenden Ast. Bei Baumscheren in der Bauart der Rebscheren bewegt sich die Schnittklinge, wie bei üblichen Papierscheren, an der Gegenklinge vorbei. Damit wird nur eine Seite des Astes gequetscht, was durch passende Drehung der Schere auf dem abgenommenen Teil stattfindet.
- Sägen: Bei geschränkten Sägen muss die raue Schnittfläche nachgeschnitten werden. (Dieser Nachschnitt erfolgt parallel zur Schnittfläche, ein Schnitt auf 45° Fase erweist sich als nachteilig.) Daher wurde teils auf Japansägen zurückgegriffen, die „auf Zug“ arbeiten und auch an der Teleskopstange (5–8 m, auch mehr) einsetzbar sind. In den letzten Jahren setzen sich zunehmend spezielle Baumsägen durch, meist der japanischen Fabrikate Silky und ARS – sowohl als Teleskop- als auch als Handsäge.
- Infektionsverschleppungsschutz: Zum Schutz vor der Verschleppung von Krankheitserregern sollte eine Desinfektion des Werkzeuges erfolgen (Wasser-Alkohol-Lösung, gegebenenfalls speziellere Mittel).

Neben der Qualität des Werkzeuges ist die Ausführung des Schnittes der eigentlich kritische Aspekt. Liegt der Schnitt zu weit entfernt von dem tragenden Ast oder Stamm, so entsteht ein Stumpf, welcher nach seinem Absterben eine weitere Eintrittswunde für dem Baum schädliche Baumpilze (Xylobionten) bietet. Der Stumpf ist zu weit vom Saftfluss entfernt, um durch Überwallung gegen Schädlinge abgeschlossen werden zu können. Wird der Schnitt zu nah am Stamm oder Hauptast geführt, entsteht eine unnötig große Wunde, welche längere Zeit zum Verheilen benötigt. Es werden unter bestimmten Bedingungen auch absichtlich Stummel geschnitten (Gummifluss bei Kernobst). Des Weiteren wird, um Spleißen oder Abziehen der Rinde beim Abwerfen des Asts zu verhindern, in Schritten gearbeitet, damit der zu heilende Schnitt nicht unter Last ausgeführt wird.

### Wundverschluss
Die Diskussion zum Verschluss von Schnittwunden mit den handelsüblichen Mitteln wird teilweise kontrovers geführt. Einerseits bildet der Baum selbständig Schutzholz aus, andererseits verhindert der aufgetragene Wundverschluss möglicherweise Wundrandnekrosen. Es ist weiterhin möglich, frische und bestehende Anfahrschäden und ähnliche Wunden mit Wundverschluss zu behandeln. Bei frischen Wunden reicht es oft aus, die Rinde wieder zu befestigen, hier kann festgebunden oder auch mit kleinen Nägeln gearbeitet werden. Diese kann die Pflanze relativ problemlos überwallen und abschotten. Die so eingeschlossenen Fremdkörper stellen für die Pflanze kein weiteres Gesundheitsrisiko mehr dar. Im Gegensatz zu vergessenen und nicht verrottenden Schnüren, die im Laufe des Wachstums dann sogar größere Schäden erzeugen. Zur Vermeidung von Wundrandnekrosen bei Entfernung größerer Äste, die möglichst zu vermeiden ist, wird ein Aufbringen von Wundverschluss (z. B. Baumteer) auf die Schnittränder zur Schadensbegrenzung teilweise empfohlen. Überwallung und Abschottungen von Wunden ist nur in der Vegetationsperiode möglich, daher ist die Verlagerung von Schnittarbeiten in diesen Zeitraum sinnvoll. Bei einigen Baumarten (beispielsweise Pappeln und Weiden) ist Reaktionsfähigkeit auf Verletzungen prinzipiell schlecht, hier sind frühzeitige Formierung (nur kleine Wunden) oder der prinzipielle Verzicht auf Schnittmaßnahmen zu empfehlen.
Bis in die 1970er Jahre noch populäre Methoden, wie das Verfüllen von Rissen oder Wunden mit Beton, wie unter anderem von Michael Maurer praktiziert, werden heute nach schlechten Erfahrungen äußerst kritisch gesehen. Oft förderte das luftdichte Verschließen erst ein Fortschreiten von Fäulnis.

### Standortschutz

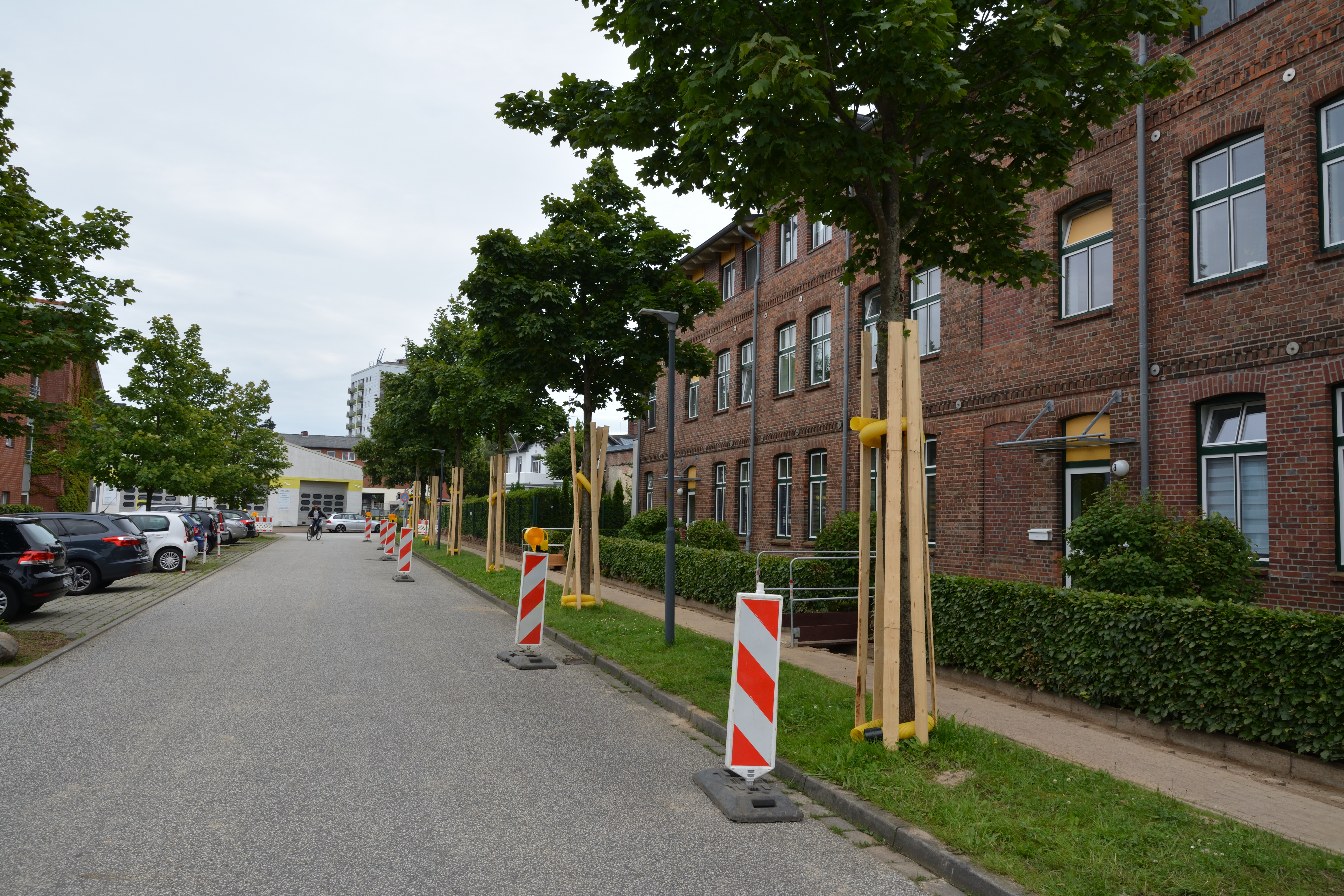
Verschalung an einer Baustelle in Itzehoe

Schutz vor standortbezogenen mechanischen Schäden:
- Schlag- und Streifschäden: Einer der häufigsten Schadensverursacher ist bei den Automobilen sowie bei Bauarbeiten zu sehen. Hier ist nicht die Kollision der zahlenmäßig häufigste Vorfall, sondern das unachtsame streifende Abschälen der Rinde. Dies ist beim Straßenverkehr meist nur durch bauliche Maßnahmen möglich. Selbiges gilt für Bauarbeiten, hier sind auch Verschalungen möglich.
- Befahrschäden: Problematisch im Verkehrsbereich ist der Schaden an den Wurzeln durch Befahren des gesamten Traufrandes, also der Bereich, welcher von den äußersten Ästen beschattet wird. Infolgedessen kann notwendiges Wasser und Luft nur noch schlecht an die Wurzeln gelangen. Zur Wiederherstellung der Durchlässigkeit eines verdichteten Bodens gibt es bereits einzelne Methoden (z. B. Aerifizieren mittels Pressluft über Lanzen). Vermeidung, z. B. durch entsprechende Entlastung der gesamten Wurzelscheibe bei weiterhin bestehendem Verkehr, hat hier Vorrang.

### Vorbeugung von Sonnenbrandschäden

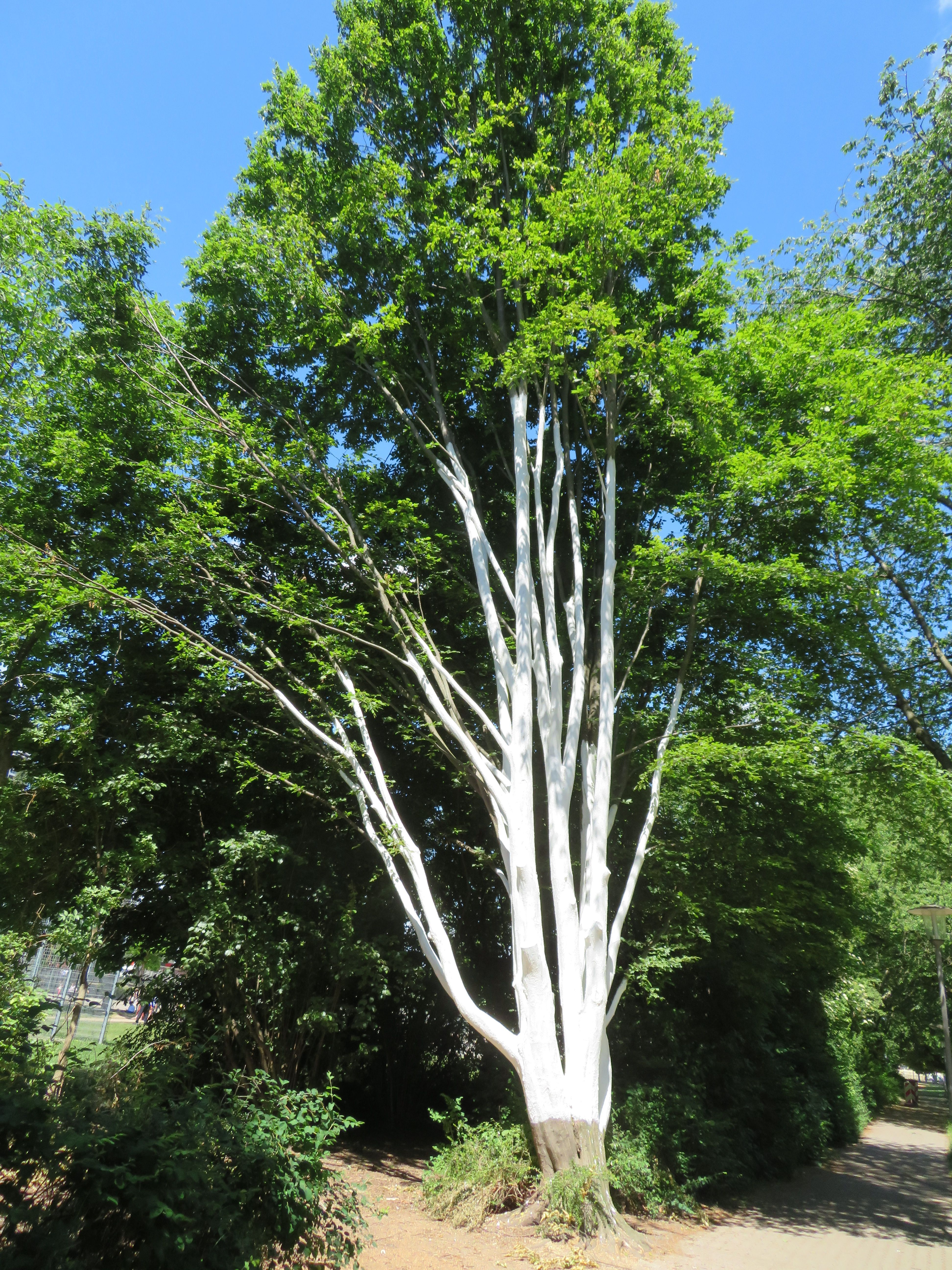
Hainbuche deren Rinde durch Fällen eines Nachbarbaumes freigelegt und sofort mit einem Weißanstrich geschützt wurde.

Im Frühjahr können Spannungsrisse an Bäumen entstehen, wenn die Sonne auf den noch gefrorenen Stamm trifft. In besonders heißen Sommern kann die Erhitzung des Stammes zur Bildung von Sonnenplatten führen. Beide Schadensarten führen in der Folge oft zu einem Pilzbefall.
Insbesondere Bäume mit glatter Rinde wie Buche, Bergahorn, Hainbuchen, Linden, Fichten und Obstbäume sind gefährdet.
Wenn junge Laubbäume an sehr sonnige Standorte verpflanzt werden oder Altbäume plötzlich freigestellt sind, können teilweise auch grobborkige Bäume, wie etwa Eiche und Rosskastanie thermische Rindenschäden erleiden.
Zum Schutz vor Sonnenbrandschäden werden die Stämme neugepflanzter Jungbäume oft mit einem Schutz aus gelochtem oder transluzentem Kunststoff versehen.
Traditionell wird die Rinde gefährdeter Bäume durch einen kalkhaltigen Weißanstrich oder eine Lehmschlämme vor der Aufheizung durch die Sonne geschützt. Die Anstriche bewirken auch einen gewissen Verbissschutz, insbesondere wenn der Farbe Quarzsand hinzugefügt wird.

## Behandlung von Schäden durch Parasiten und Krankheiten
Parasiten können oft erst durch die oben genannten Rindenverletzungen oder durch eine sonstige Schwächung des Baumes (Klima, Schadstoffe usw.) in ihn eindringen.
Eingedrungene Pilze werden von dem Baum durch Bildung von Schutzholz zumindest zeitweise an der Ausbreitung gehindert. Die hierbei entstehenden hohlen Baumstämme sind weiterhin sehr lange stabil, es können ca. 70 % der Querschnittsfläche verloren gehen, ohne die Bruchsicherheit zu verlieren. Sind die Verluste bereits höher, sollte ein starkes Zurücksetzen der Krone den Druck des Windes reduzieren. Vorher sollte jedoch ein Gutachten die genaue Situation des Baumes erörtern. Wird jedoch das Prinzip des „geschlossenen Rohres“ eines hohlen Stammes durch weitere Schäden geschwächt, fällt die Belastbarkeit des Stammes weiter ab.
Die Befallsstellen bei Obstbaumkrebs sollten von infiziertem Material freigeschnitten werden. Es muss bis in das gesunde Gewebe hineingeschnitten werden, um eine weiterlaufende Infektion zu verhindern. Die Werkzeuge müssen desinfiziert werden.
Bohrende Insekten können im Inneren des Baumes kaum bekämpft werden; diejenigen Arten, die nur offenes Holz befallen, werden durch die Behandlung der Wunden am Befall gehindert. Gegen Insekten die auch gesunde Bäume befallen kann der Einsatz von Lockstofffallen sinnvoll sein.
Die weitergehende Behandlung entspricht dem Vorgehen wie bei mechanischen Schäden.

## Baumpfleger als Berufsbild
Ausgeführt wird das Arbeitsfeld der Baumpflege und -erhaltung vom Baumpfleger, einer Fachspezialisierung des Berufs Fachagrarwirt (FAW – Deutschland) bzw. Agrartechniker oder Forstwart (Österreich, Schweiz). Seit einigen Jahren sind die gesamteuropäischen Abschlüsse European Tree Worker (ETW) und European Tree Technican (ETT) etabliert. Während ersterer eine Weiterqualifikation unterhalb des Facharbeiterniveaus für Baumpfleger ist, wurde der ETT gleich mit dem Niveau des deutschen FAW angesiedelt.
In Deutschland gibt es mittlerweile Zertifizierungen von Institutionen (EAC, ISA, Fachagrarwirt Baumpflege und Baumsanierung), die einen Qualitätsstandard garantieren sollen. Außerdem gibt es an der HAWK Hochschule für Angewandte Wissenschaft und Kunst – Fachhochschule Hildesheim/Holzminden/Göttingen den Bachelorstudiengang Arboristik.
In der Schweiz gibt es seit 1991 die Weiterbildung zum Baumpflegespezialisten mit eidgenössischen Fachausweis. Sie dauert, je nach Vorbildung, zwischen zwei und vier Jahren.
In Österreich gibt es die Möglichkeit einer staatlichen Zertifizierung für Absolventen des Lehrganges Grundlagen der Baumprüfung und Baumpflege, durchgeführt vom Bundesforschungszentrum für Wald (Forstliche Ausbildungsstätten Traunkirchen/Ossiach). Gewerberechtlich fällt in Österreich die Baumkontrolle und Baumpflege unter das Gärtnergewerbe, ein eingeschränkter Gewerbeschein für die Arbeit an Bäumen ist möglich.
Zur Ausbildung gehört neben Grundlagen der eigentlichen Baumpflege auch Baumbiologie und Seilklettertechnik.